# DVDStyler
DVD Styler è un programma libero per operazioni di DVD authoring e masterizzazione. Permette l'importazione di file video e immagini, l'aggiunta di più sottotitoli e tracce audio multiple, la creazione di menu, pulsanti e anteprime DVD. 
È distribuito sotto i termini della licenza libera GNU General Public License.

## Caratteristiche
Il programma è scritto in C/C++ e usa il toolkit grafico wxWidgets che lo rende indipendente dalla piattaforma. È disponibile per quasi tutte le distribuzioni GNU/Linux, per Microsoft Windows e macOS.